# Porsche 935
La Porsche 935 è un'automobile da competizione appartenente al Gruppo 5 (le cosiddette Silhouette) prodotta dalla casa automobilistica tedesca Porsche e derivata dalla Porsche 930 turbo stradale, di cui era una versione potenziata. 
Era riservata alla squadra ufficiale Porsche, mentre ai team privati andò un diverso progetto, la Porsche 934, che gareggiava nel Gruppo 4 (le Gran Turismo più simili alle stradali). In seguito la Porsche dietro pressioni dei clienti realizzò una piccola serie di 935, dalle prestazioni leggermente inferiori a quelle delle vetture "ufficiali".

## Versioni
Presentata nel 1976, in una decina di anni di carriera la Porsche 935 fu sottoposta a continui affinamenti da parte della casa madre e dalle innumerevoli scuderie private:

### 935/76
Il modello originale della vettura era denominato semplicemente Porsche 935, ma in seguito divenne 935/76 per non confonderlo con le evoluzioni successive. Il motore era una variante del classico 6 cilindri boxer da 3 litri. Aveva 2.850 cm³ ed era dotato di un turbo singolo, quindi gareggiava nella classe "4 litri" poiché le auto sovralimentate erano sottoposte a un fattore di penalità di 1,4 (infatti 4.000 cm³:1,4=2.857). Questo motore erogava 560 CV (420 kW) se la pressione del turbo era regolata a 1,2 bar, mentre quando la pressione raggiungeva 1,5 bar la potenza era di 630 CV (configurazione per le "gare sprint"). La vettura pesava 970 kg.

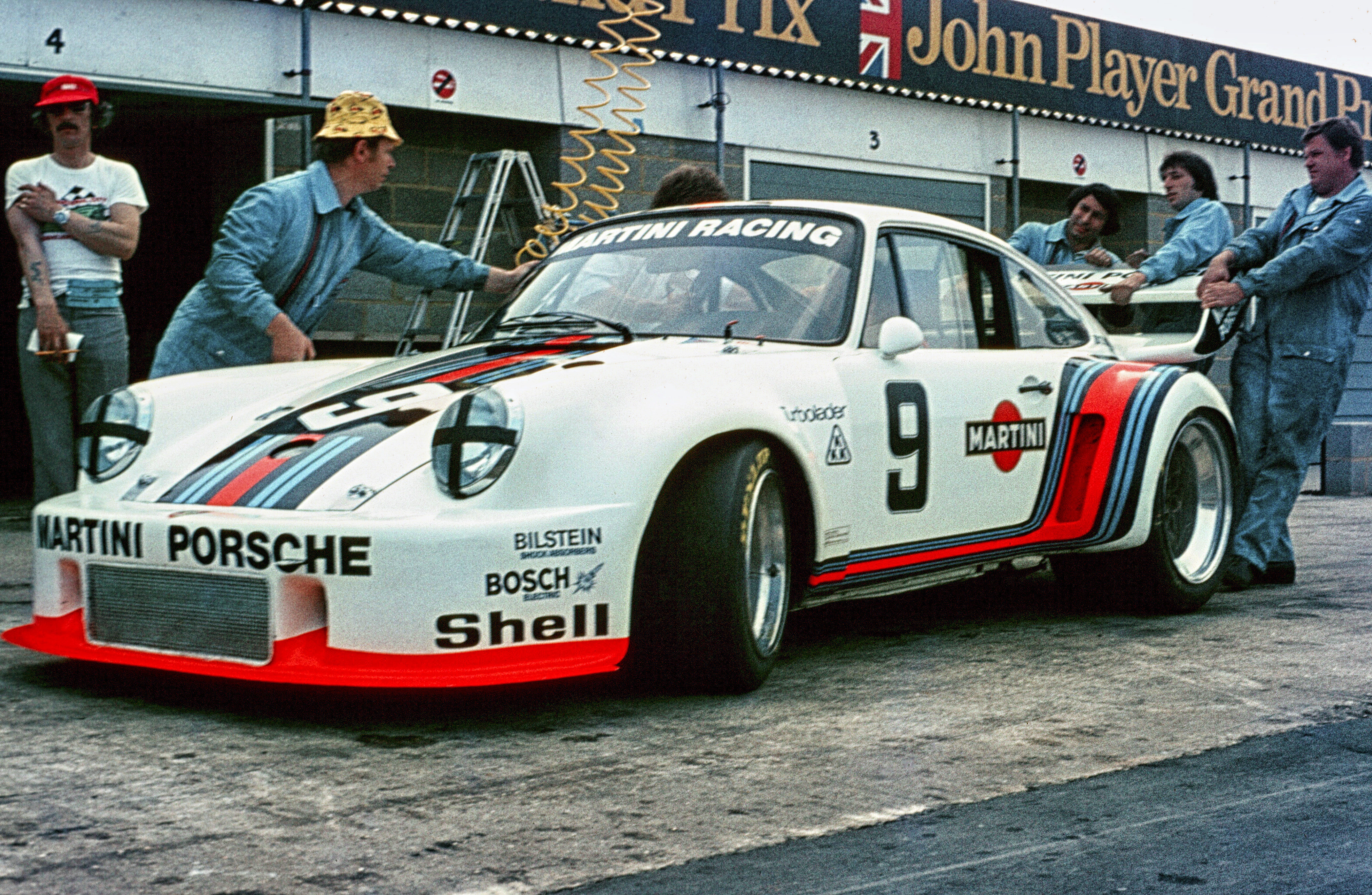
La 935 di Jacky Ickx e Jochen Mass alla 6 Ore di Silverstone 1976, la terza gara disputata

Dopo aver conseguito la vittoria al debutto, la 6 Ore del Mugello in una prima versione che rassomigliava a una 911 maggiorata, già alla 1000 km del Nürburgring del 1976) la 935 si differenziò nella carrozzeria dalla stradale perché, sfruttando un buco regolamentare, i due grandi fari della versione stradale furono eliminati per una linea più aerodinamica. L'ing. Norbert Singer, uno dei progettisti, aveva scoperto che i fari ricadevano nella zona dei parafanghi, che il regolamento consentiva di modificare liberamente per permettere l'aumento delle carreggiate e il montaggio di ruote più grandi, e disegnò parafanghi privi di fari. L'impianto di illuminazione fu poi piazzato tra il paraurti e lo spoiler anteriore. La rivista "Road & Track" provò la 935/76 e registrò un'accelerazione 0-60 miglia orarie in 3,3 secondi e di 8,9 secondi sul "quarto di miglio".
L'anno seguente furono realizzate 13 vetture per i clienti Porsche, che differivano dalla versione 1976 del team ufficiale per un più efficiente intercooler e, in opzione, una versione del motore a 3 litri.

### 935/77
La versione 1977 della 935 fu migliorata nell'aerodinamica, con una carrozzeria capace di generare più deportanza senza incrementare la resistenza. Fu installato un secondo lunotto posteriore sopra di quello originale, per facilitare lo scorrimento dei flussi d'aria verso l'alettone posteriore. 
Il corpo vettura subì un modesto incremento delle dimensioni, e il peso rimase a 970 kg. Altri interventi riguardarono il motore, il "Typ 930/78", il cui grosso turbo singolo fu rimpiazzato, sulle versioni ufficiali, da due unità di dimensioni ed inerzia minori, per ridurne il ritardo di risposta senza sacrificare la potenza massima, di 630 CV a 8.000 giri/min col rapporto di compressione invariato a 6,5:1.
La schiacciante superiorità di tale vettura spinse i clienti Porsche a chiedere di poterla avere, poiché fino a quel momento avevano potuto disporre di un propulsore a singolo turbocompressore di 590 CV.

Stoccarda rispose allestendo 15 esemplari biturbo con carrozzeria ancora molto simile a quella del 1976. Uniche differenze un frontale meglio profilato e le prese d'aria laterali maggiori, poste sui passaruota posteriori.

La Porsche assemblò 3 vetture 935 ufficiali nella specifica 1977, mentre una quarta vettura fu realizzata con specifiche particolari: boxer portato a 1,4 litri, singolo turbocompressore, per una potenza massima di circa 380 CV ad 8.000 giri/min: tale versione, la 935/77 Baby, fu studiata specificamente per la classe inferiore del campionato tedesco DRM, che si disputava con la classe "2 litri".

### 935/77 "Baby"

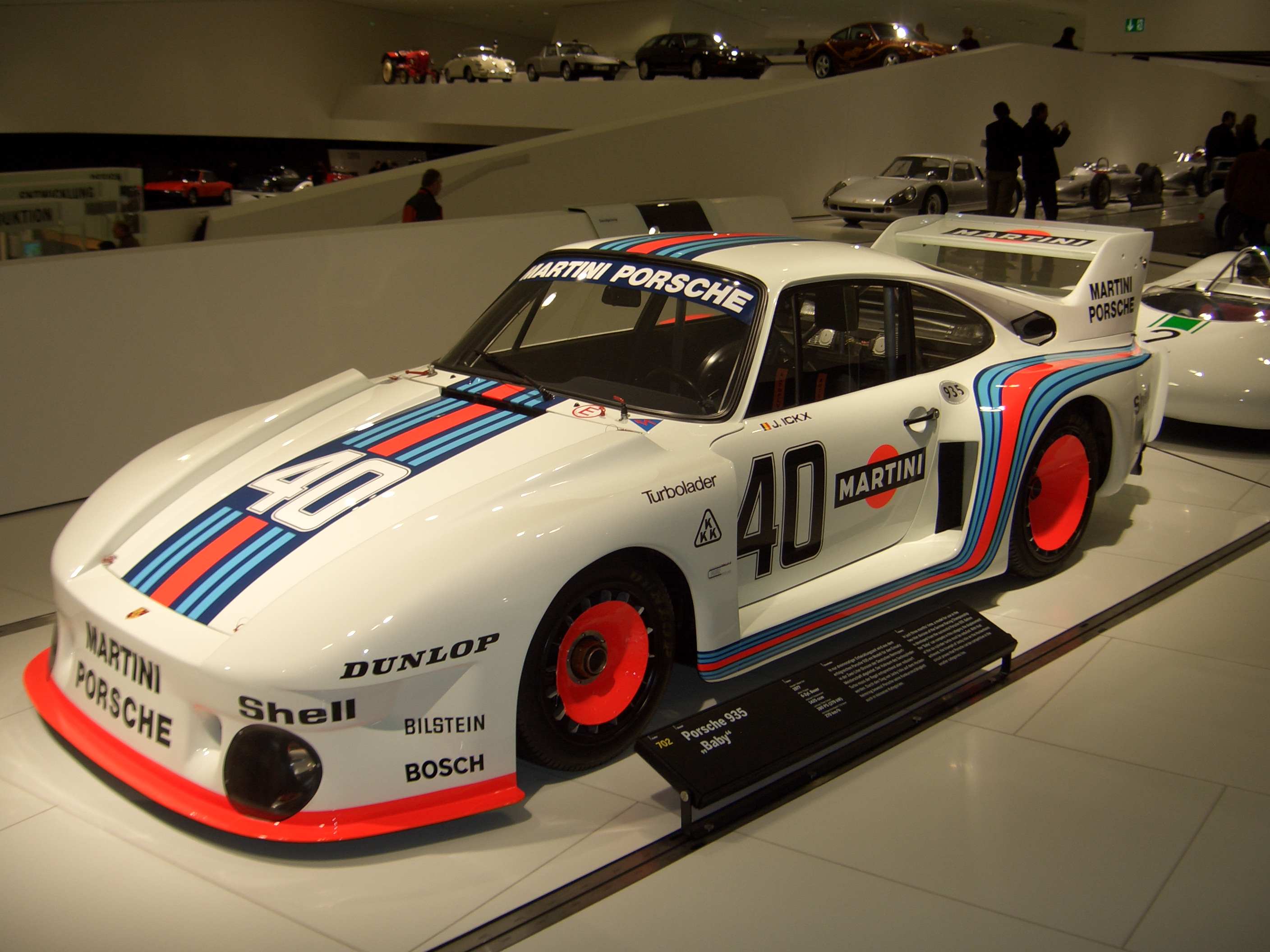
La 935/77 "Baby" al Porschemuseum

La "Baby" (nome ufficiale di progetto 935J) fu allestita per competere nella categoria "due litri" del campionato nazionale tedesco (il Deutsche Rennenwagen Meisterschaft o DRM) e scontrarsi con le vetture BMW 320 e le Ford Escort. Dotata per regolamento di un motore turbo di soli 1,4 litri (1,4 litri * coefficiente regolamentare 1,4 = 2 litri) e alleggerita tramite l'adozione di telaietti anteriori e posteriori in traliccio di tubi al posto della monoscocca, la vettura pesava solo 735 kg.

Dopo aver colto una vittoria a Hockenheim a sole tre settimane dal debutto al Norisring ed aver dimostrato la sua particolare efficienza, la Porsche la ritirò dalle competizioni per esporla nel suo museo, dove è ancora possibile vederla.

### 935/78 "Moby Dick"

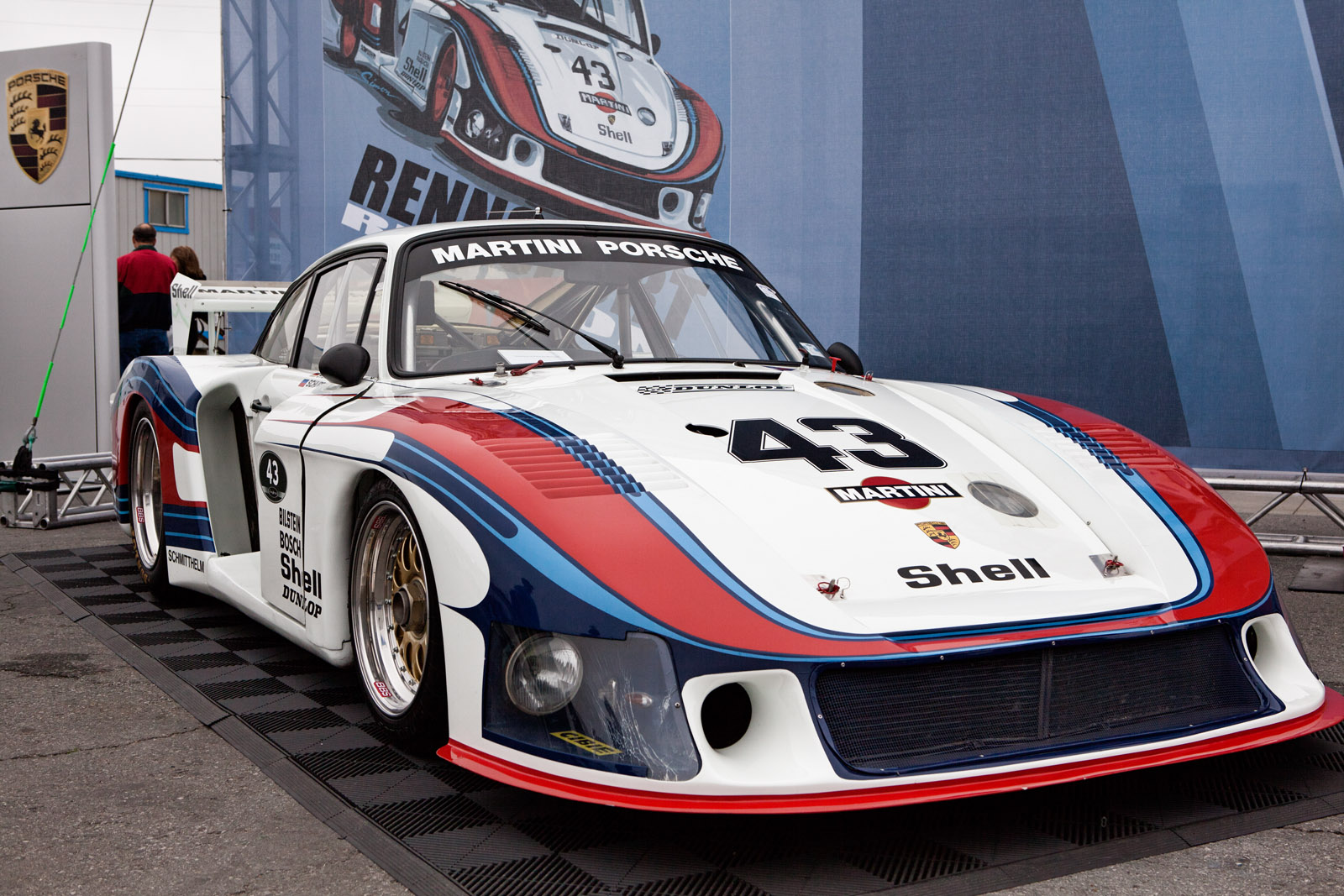
La 935/78 "Moby Dick"

Nel 1978 la Porsche presentò un'evoluzione radicale del progetto 935: il motore 6 cilindri boxer fu portato a 3,2 litri e dotato di testate bialbero a quattro valvole per cilindro raffreddate ad acqua, come sulla contemporanea Porsche 936, e grazie a tale soluzione tecnica la potenza arrivò a circa 750 CV a 8200 giri/minuto in condizioni di gara; del telaio originale si mantenne solo l'abitacolo, in ossequio al regolamento, e ad esso furono applicati specifici telaietti all'anteriore e al posteriore e, come tocco finale, si abbassò l'intera vettura di 7,5 cm sfruttando un buco regolamentare; la linea aerodinamica venne aggiornata con una sinuosa coda aerodinamica e un lungo e affusolato muso, studiati per le alte velocità raggiunte a Le Mans. Per le dimensioni giunoniche ed il colore ufficiale bianco usato nei primi collaudi, il modello 935/78 venne soprannominato "Moby Dick".

Quell'anno a Le Mans la 935/78 raggiunse i 365 km/h sul lungo rettifilo delle Hunaudières, conquistando il primato ufficioso di Porsche 911 più veloce mai costruita e ottenendo il secondo posto in griglia a discapito delle vetture prototipo, ma non riuscì a vincere a causa di problemi di affidabilità del suo potente motore e del consumo sensibilmente superiore rispetto ai "prototipi" avvantaggiati da una più ridotta sezione frontale che li favoriva dal punto di vista aerodinamico. Nella sua carriera partecipò solo a 4 gare, vincendo quella di debutto, la 6 Ore di Silverstone del 1978.

### Le 935 dei fratelli Kremer

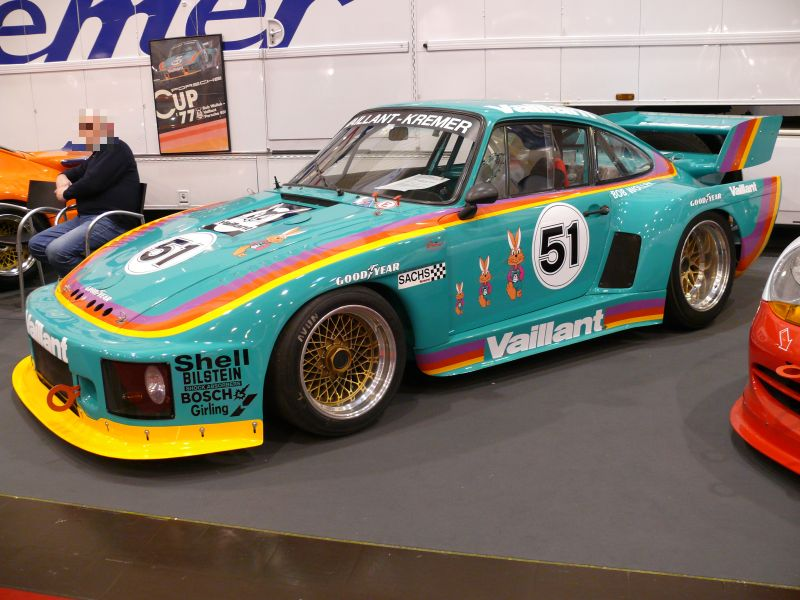
La Kremer-Porsche 935 K2

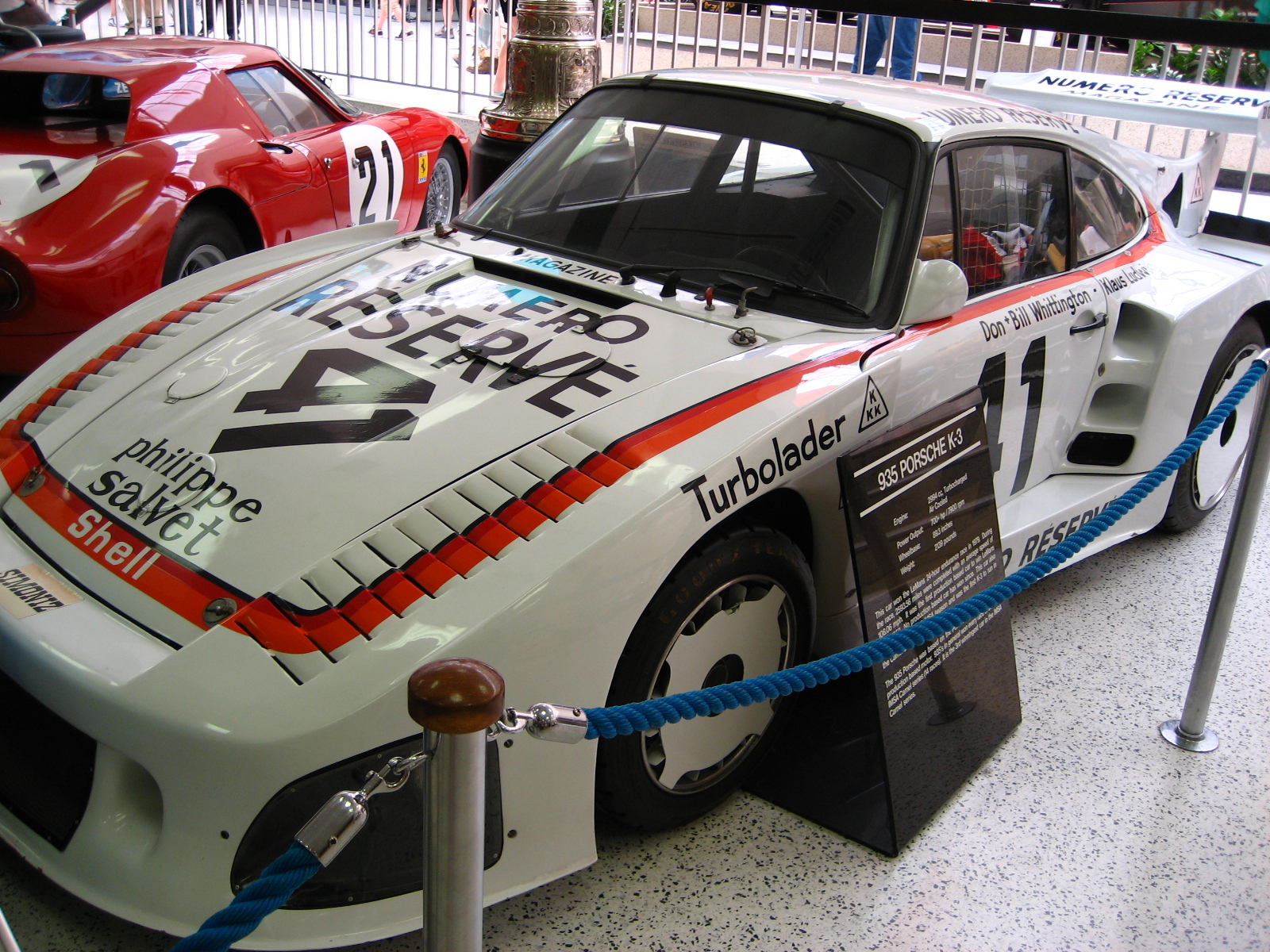
La Kremer-Porsche 935 K3 vincitrice a Le Mans nel 1979.

Le 935, sin dal loro debutto, si erano dimostrate le vetture più competitive della categoria Gruppo 5. Ovviamente, il successo commerciale del modello aveva garantito alla Porsche enormi introiti economici. Tuttavia l'azienda, nel corso degli anni, aveva esitato ad introdurre sul mercato kit di evoluzione per le 935 destinate ai clienti, i quali iniziarono a manifestare un certo malcontento per la politica della casa.

I primi ad intuire le potenzialità di un'eventuale commercializzazione di kit evoluzione per il modello 935 furono i fratelli Manfred ed Erwin Kremer, titolari di una grande concessionaria Porsche a Colonia.
Questi, da sempre impegnati nell'automobilismo con vetture Porsche, svilupparono non un semplice kit di evoluzione per la 935, ma vere e proprie versioni alternative alle 935 in versione clienti, denominate K1, K2 e K3 e K4.
Mentre le versioni K1 e K2 ricalcavano sostanzialmente le 935 di fabbrica, il modelli evoluzione Kremer 3 e Kremer 4 risultavano discostarsi considerevolmente dalla vettura originaria, sia nelle soluzioni aerodinamiche che dal punto di vista motoristico. Lanciata nel 1979, la 935 K3 vantava un frontale completamente ridisegnato, meglio profilato e con l'aggiunta di due nolder ai lati del cofano, capaci di aumentare considerevolmente la deportanza della vettura, senza però modificarne significativamente i valori di penetrazione.

Il posteriore fu rivisto in maniera ancor più radicale, al fine di ospitare un nuovo e più grande intercooler aria-aria, capace di migliorare il raffreddamento del nuovo motore. Fu anche installato un alettone, di dimensioni maggiori, dai sostegni meglio profilati, che si allungavano congiungendosi ai montanti del lunotto posteriore, ed includevano delle prese d'aria per favorire il raffreddamento.
Il boxer che equipaggiava la vettura fu sviluppato in stretta collaborazione con la Porsche. Derivato da quello delle 935 in versione clienti, subì un incremento della cilindrata a 3,2 litri, mantenendo la doppia sovralimentazione tramite turbocompressori di dimensioni maggiori, forniti dalla KKK, con pressione d'esercizio compresa tra 1.4 bar (utilizzata in gara, per un totale di circa 750 CV a 7.800 giri/min.), ed 1,7 bar (utilizzata in qualifica, per un totale di circa 800 CV ad 8.000 giri/min.). Il rapporto di compressione fu portato a 7,2:1.
Il baricentro della vettura fu considerevolmente abbassato, per migliorarne la reattività e diminuire le inerzie, mentre, per garantire una sufficiente rigidità torsionale al telaio, fu applicato un nuovo rollbar integrale a gabbia all'interno dell'abitacolo.
La 935 K4 del 1981, rispetto alla K3 del 1979, si differenziava essenzialmente nell'aerodinamica, più evoluta, con la coda più lunga ed un alettone ancor più grande.
Il propulsore fu ulteriormente potenziato fino a quota 900 CV, manifestando tuttavia problemi di affidabilità che ne compromisero la carriera, permettendo alla 935 K4 di vincere solo in alcune gare minori. Complessivamente, furono 4 gli esemplari di 935 prodotti e commercializzati.

Di contro, la 935 K3, nelle mani di Klaus Ludwig, nel 1979, si dimostrò tanto veloce sul circuito del Nürburgring, da far segnare un tempo pari a 7:33, più che sufficiente a qualificare la vettura per l'ultimo G.P. di Formula 1 ospitato sul circuito tedesco.
La 935 K3 fu proposta ad un prezzo pari a circa 400.000 marchi, tenendo conto che il solo motore, fornito direttamente dalla Porsche, costava 90.000 DM.

Prodotta in 13 esemplari, la 935 K3 (il modello di maggior successo), garantì alla Porsche ed ai Kremer una serie di successi, tra i quali spiccano:
- Primo e secondo posto nella 24 Ore di Le Mans del 1979
- Primo posto nella 12 Ore di Sebring del 1980
- Primo posto nella 24 Ore di Daytona del 1981

### 935/78-81 "Moby Dick"

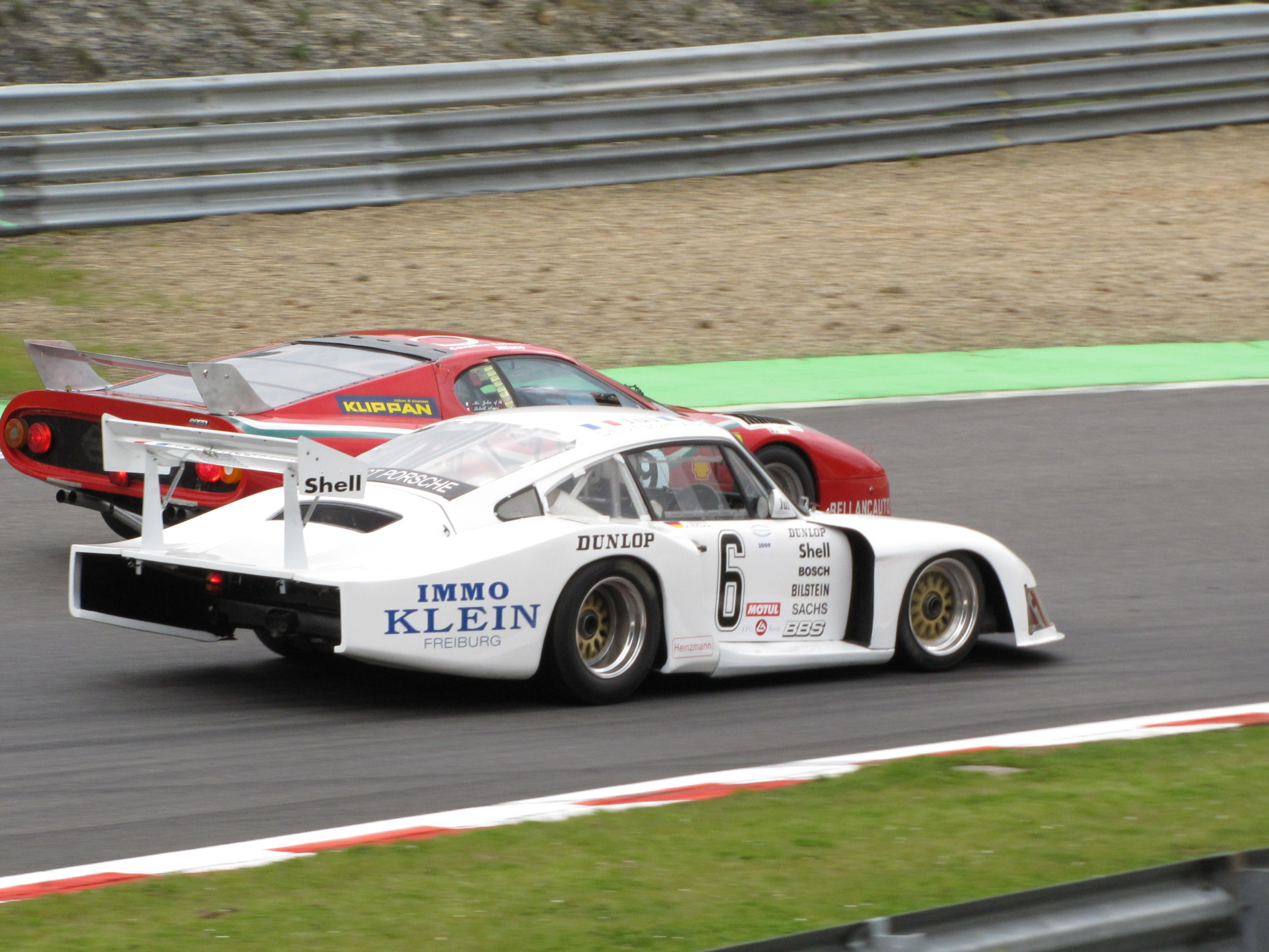
Una Porsche 935/78-81 "Moby Dick" e una Ferrari 512 BB/LM in una gara per vetture storiche a Spa-Francorchamps nel 2009.

Dopo aver notato le potenzialità della 935/78, il team Joest Racing realizzò la "sua" Moby Dick nel 1981, basandosi sui disegni originali fornitigli dalla Porsche in base allo stretto legame che intercorreva tra la Casa di Stoccarda e il team catto. Spinta dal boxer 6 cilindri da 3,2 litri raffreddato ad aria preparato dalla squadra clienti tedesca, che erogava 700 cavalli anziché gli oltre 800 CV della versione "ufficiale" con testate a quattro valvole e raffreddate a liquido, la Moby Dick di Joest pesava per regolamento 1025 kg. Di questa automobile furono realizzati solo due esemplari: il primo fu adoperato dallo stesso team Joest Racing e in seguito ceduto al MOMO Racing, mentre nel 1982 fu realizzato il secondo, venduto a John Fitzpatrick. Ma la mancanza del potente motore "ufficiale", e la spietata concorrenza di altre versioni estremamente evolute della 935 realizzate da Kremer, Fabcar e altri specialisti delle elaborazioni, le rese la vita difficile e il risultato più prestigioso di questa vettura fu la vittoria di classe alla 24 Ore di Le Mans 1982, ottenuta dal John Fitzpatrick Racing piazzandosi al quarto posto assoluto alle spalle delle tre Porsche 956 "ufficiali", dominatrici al debutto nella classica gara di durata.

### Le 935 "americane"
La vettura fu impiegata da molti team privati nel campionato statunitense IMSA GT, che si rivolsero a vari specialisti per realizzare delle versioni uniche della vettura che andassero oltre le prestazioni dalle versioni "clienti". Queste 935 erano caratterizzate da innovazioni telaistiche che videro l'impiego dapprima di telaietti ausiliari, come la 935J realizzata dalla tedesca Joest Racing che vinse alla 24 Ore di Daytona del 1980 e fu poi ceduta al team statunitense MOMO, e successivamente la creazione di telai completamente tubolari come quello delle JLP-2 e JLP-3 di John L. Paul senior, fino ad arrivare al telaio monoscocca in fogli di alluminio rivettati della 935 L1 di Bob Atkin.

### 935 BiTurbo 4x4

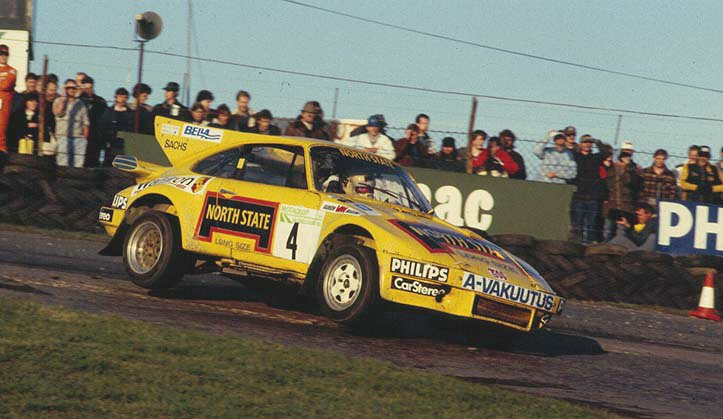
La 935 BiTurbo 4x4 di Matti Alamäki durante una gara di rallycross a Brands Hatch nel 1985

Basandosi sulla 935 ne venne prodotta anche una versione BiTurbo 4x4 atta ad essere impiegata nel Campionato europeo rallycross. Dotata di un propulsore da 750 CV, ottenne la vittoria nella Divisione 2 (la classe regina) con il pilota finlandese Matti Alamäki nel 1985.